# 肥尾心颅跳鼠
肥尾心颅跳鼠（学名：Salpingotus crassicauda）为跳鼠科三趾心颅跳鼠属的动物。在中国大陆，分布于新疆（阿勒泰地区）等地，主要栖息于砾质荒漠。该物种的模式产地在新疆克兰河畔。
其种加词“crassicauda”意为“肥尾的”。

## 保护
- 中国濒危动物红皮书等级：稀有